# Sanopus reticulatus
Sanopus reticulatus is een  straalvinnige vissensoort uit de familie van kikvorsvissen (Batrachoididae). De wetenschappelijke naam van de soort is voor het eerst geldig gepubliceerd in 1983 door Collette.
De soort staat op de Rode Lijst van de IUCN als bedreigd, beoordelingsjaar 2014.